# Ronald S. Rivlin
Ronald Samuel Rivlin (* 6. Mai 1915 in London; † 4. Oktober 2005 in Palo Alto) war ein britisch-US-amerikanischer angewandter Mathematiker und Experte für die Mechanik von Gummi.

## Leben
Rivlin studierte an der Universität Cambridge mit dem Bachelorabschluss 1937, dem Masterabschluss 1939 und der Promotion in Mathematik 1952. 1937 bis 1942 forschte er bei General Electric in deren Forschungslaboratorien und 1942 bis 1944 war er wissenschaftlicher Offizier beim Ministry of Aircraft Production und dem Telecommunications Research Establishment. 1944 bis 1952 forschte er bei der British Rubber Producers Research Association, war 1946/47 Gastwissenschaftler beim National Bureau of Standards der USA und 1947 bis 1952 Forscher am Davy-Faraday Research Laboratory der Royal Institution in London. 1952/53 war er Berater der US-amerikanischen Naval Research Laboratories. 1953 war er Gastprofessor am Caltech und ab 1953 Professor für Angewandte Mathematik an der Brown University. 1958 bis 1963 stand er dort der Abteilung Angewandte Mathematik vor und ab 1963 war er L. Herbert Ballou University Professor. 1967 bis 1980 war er Direktor des Center for Applied Mathematics (sowie Centennial University Professor) an der Lehigh University, wo er 1981 emeritierte.
Rivlin leistete ab Ende der 1940er Jahre und in den 1950er Jahren wesentliche Beiträge zur modernen Theorie großer elastischer Deformationen (er führte unter anderem in diesem Zusammenhang 1948 Neo-Hookesche-Festkörper und Rivlin-Mooney-Festkörper ein und entwickelte die finite elasticity theory zur Beschreibung von Gummi und ähnlichen Substanzen) und zur Theorie Nicht-Newtonscher-Flüssigkeiten.
Er war Ehrendoktor der National University of Ireland, der University of Nottingham (1980), der Tulane University (1982), der Universität Thessaloniki (1984). 1958 erhielt er die Bingham Medal der Society of Rheology (deren Präsident er war), 1987 die Timoschenko-Medaille, 1993 die Von-Karman-Medaille und 1975 den Panetti-Preis der Akademie der Wissenschaften in Turin. Er war Mitglied der American Academy of Arts and Sciences (1958), der National Academy of Engineering und Fellow der Society of Rheology und der American Physical Society. Er war Ehrenmitglied der Royal Irish Academy und der Accademia dei Lincei. 1981 erhielt er den Alexander von Humboldt Senior US-Scientist Award.
1961/62 war er als Guggenheim Fellow in Rom und 1966/67 war er Gastprofessor an der Universität Paris. 1984/85 war er Fellow des Institute for Advanced Study in Berlin. 1976 bis 1978 stand er dem nationalen US-Komitee für Theoretische und Angewandte Mechanik vor.
1955 wurde er US-Staatsbürger. Er war seit 1948 verheiratet und hat einen Sohn.

## Schriften
- Grigory I. Barenblatt, Daniel D. Joseph (Hrsg.): Collected papers of R. S. Rivlin, 2. Bände, Springer 1996